# Боллингштедт
Боллингштедт (нем. Bollingstedt) — община в Германии, в земле Шлезвиг-Гольштейн. 
Входит в состав района Шлезвиг-Фленсбург. Подчиняется управлению Зильберштедт.  Население составляет 1500 человек (на 31 декабря 2010 года). Занимает площадь 27,05 км².